# María de Montserrat
María de Montserrat Albareda (4 tháng 8 năm 1913 - 23 tháng 8 năm 1995) là bút danh của María de Montserrat Albareda Roca, một nhà văn nữ người Uruguay, là thành viên của Generación del 45.

## Tiểu sử
Cùng với Paulina Medeiros, Armonía Bolog, Clara Silva và Selva Márquez, Montserrat là một trong những tiếng nói nữ giới quan trọng nhất về những gì mà Tiểu vương Rodríguez Monegal gọi là Narrativa Uruguayaya của Trung thế kỷ.
Cô sinh ra ở Camagüey, Cuba, nhưng bố mẹ cô định cư ở Uruguay hai năm sau đó. Ở tuổi 17, cô đã xuất bản "Arriates en flor", một tập thơ mà một số ảnh hưởng của Juana de Ibarbourou có thể được phát hiện  nhưng trong đó hầu hết tỏa sáng trong truyện rất ngắn. Trong số sản phẩm này có câu chuyện "Chân dung bằng bút chì" mà nhà phê bình Ruben Cotelo đã chọn cho tuyển tập "Người kể chuyện của người Uruguay". Ở đó, Cotelo nói: "cô ấy đã cố gắng nhặt một chiếc Montevideo đang rời đi và một số người ngoại tình biến mất" liên quan đến sự nhạy cảm của tác giả để làm sáng tỏ "mối quan hệ dày đặc ràng buộc nhóm gia đình trong tầng lớp trung lưu với một số suy đồi ".
Năm 1951, một tác phẩm sân khấu của cô, Intermitencias, do Margarita Xirgu đạo diễn đã được phát hành.
Từ ngày 24 tháng 2 năm 1976 và cho đến ngày qua đời, cô chiếm chiếc ghế " Bartolomé Hidalgo " tại Academia Nacional de Letras.